# Примерівська вулиця (Харків)
Примерівська вулиця — вулиця в Салтівському районі Харкова. Починається від вулиці Франківської і йде на південний схід до проспекту Героїв Харкова. Рух на вулиці односторонній. До вулиці долучаються провулки Поштовий і Рижівський.

## Історія і назва
До початку ХІХ століття ця місцевість не входила в межі Харкова. Тут селились небагаті міщани, ремісники, відставні солдати. Вулиця Примерівська виникла на початку ХІХ століття. Як вулиця вперше згадується в 1848 році. Існує варіант назви «Прем'єрівська».

## Будинки
- Будинок № 4 — Пам'ятка архітектури Харкова, охорон. № 358. Житловий будинок 1913 року, архітектор П. Толкачов.
- Будинок № 6 — Пам'ятка архітектури Харкова, охорон. № 474. Житловий будинок початку XX століття, архітектор невідомий.
- Будинок № 9 — Пам'ятка архітектури Харкова, охорон. № 600. Особняк, кінець XIX століття, архітектор невідомий.
- На місці багатоповерхового житлового будинку № 24 раніше стояв дім дворянок Ольховських, який мав репутацію будинку розпусти. Міська влада, що боролася з проституцією, закрила його в 1891 році.
- Будинок № 25/27 — Сервісний центр ТОВ «Харків-Прилад»[1].

## Галерея

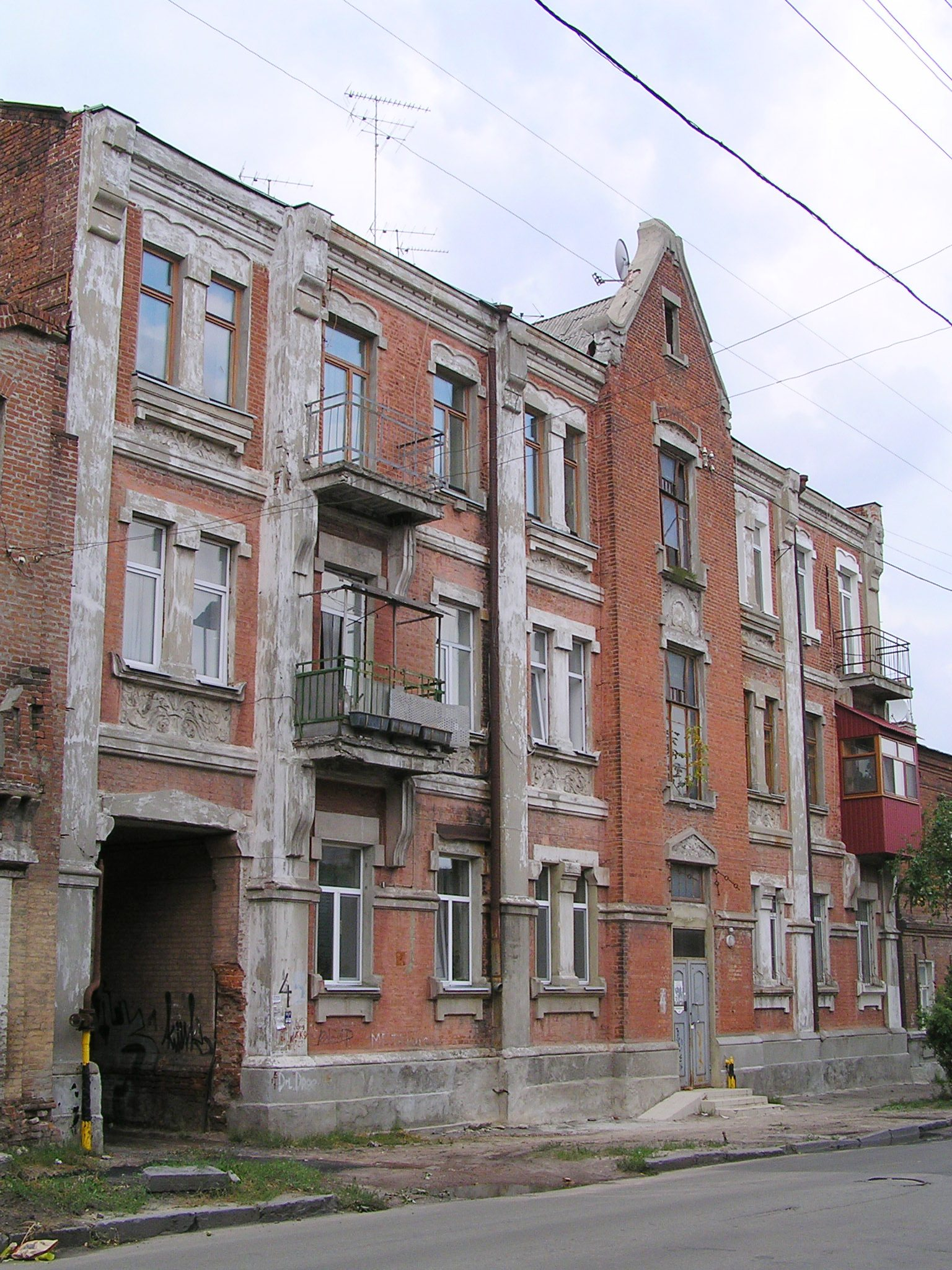
Будинок № 4
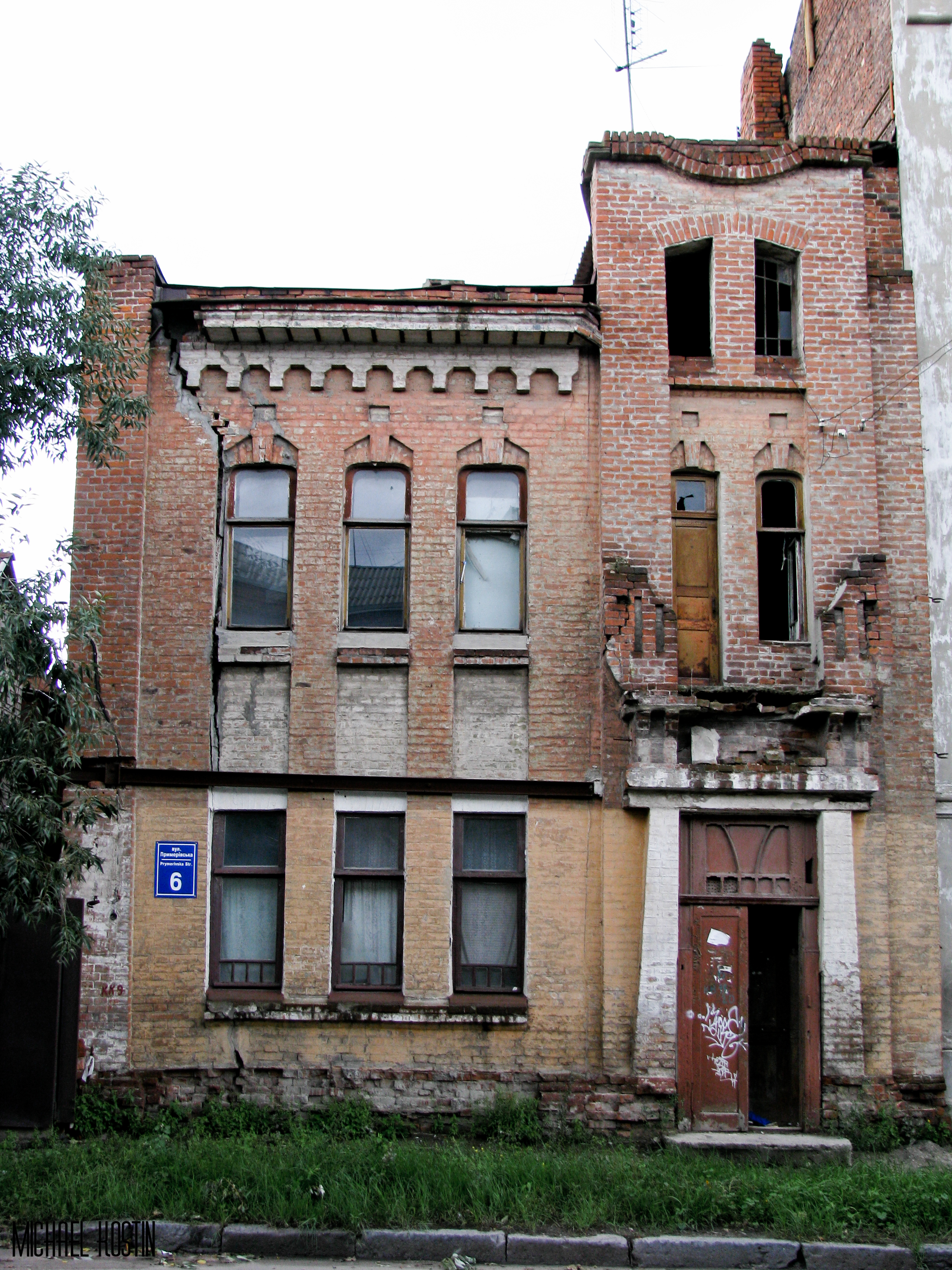
Будинок № 6
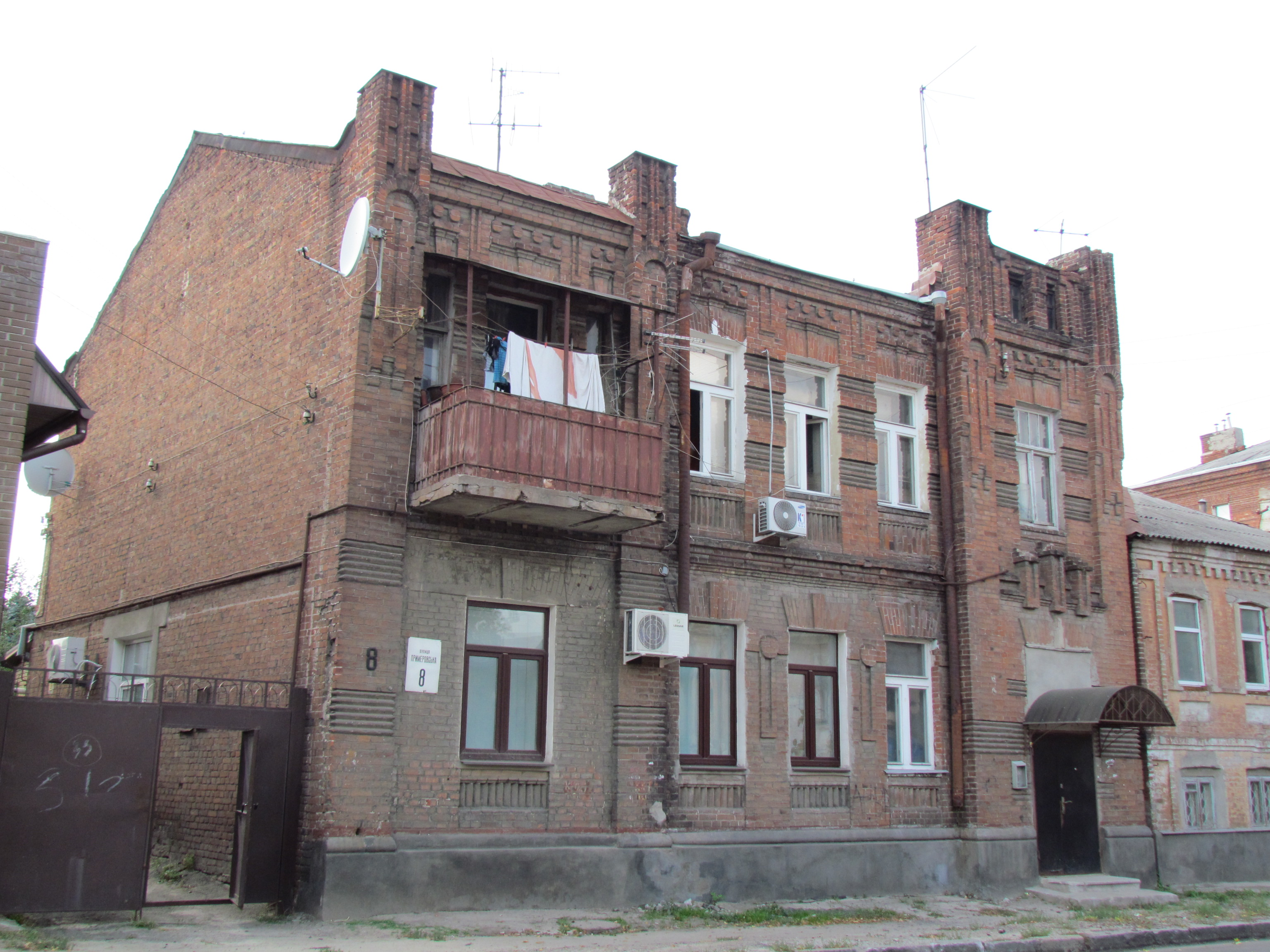
Будинок № 8
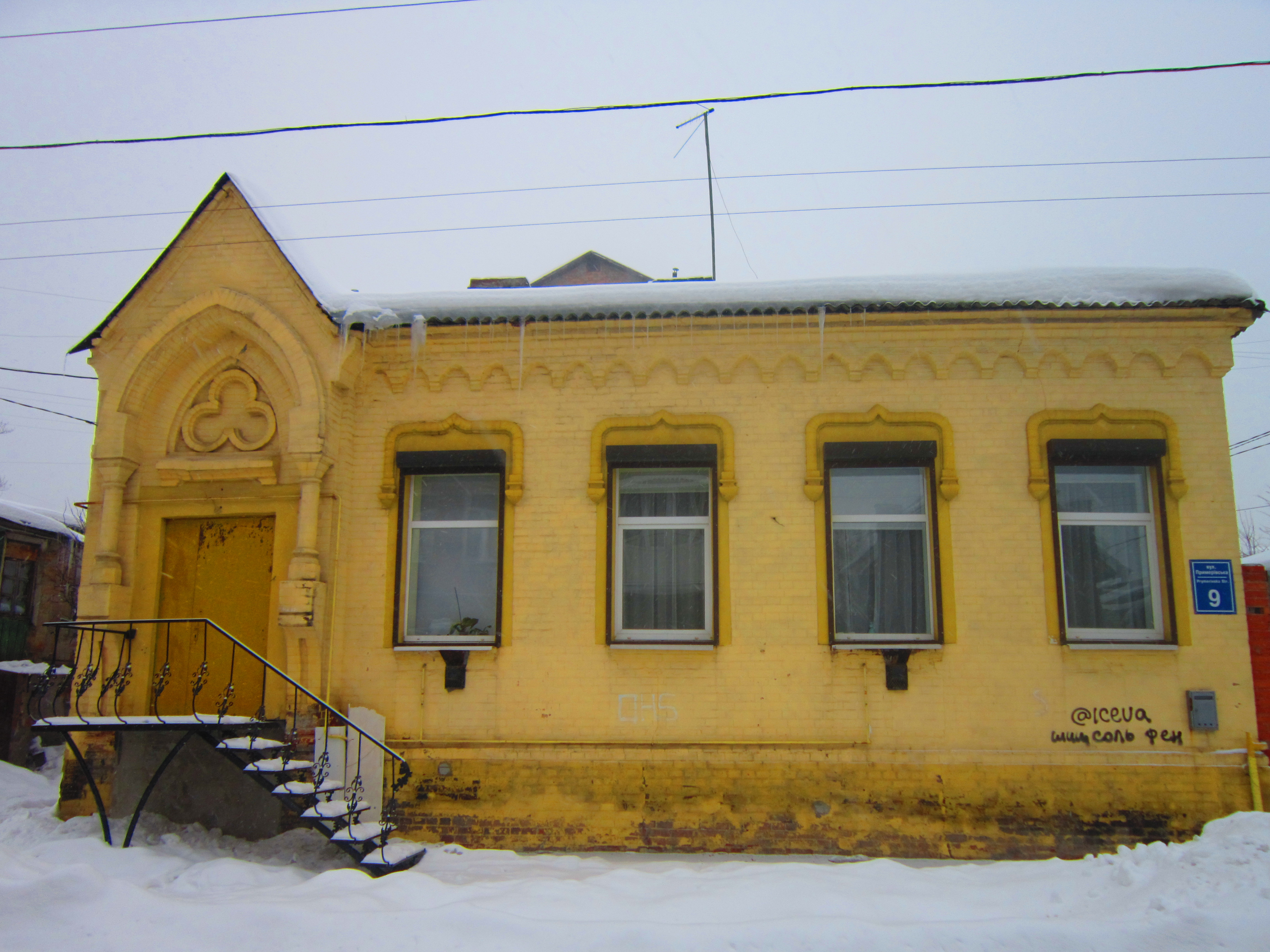
Будинок № 9
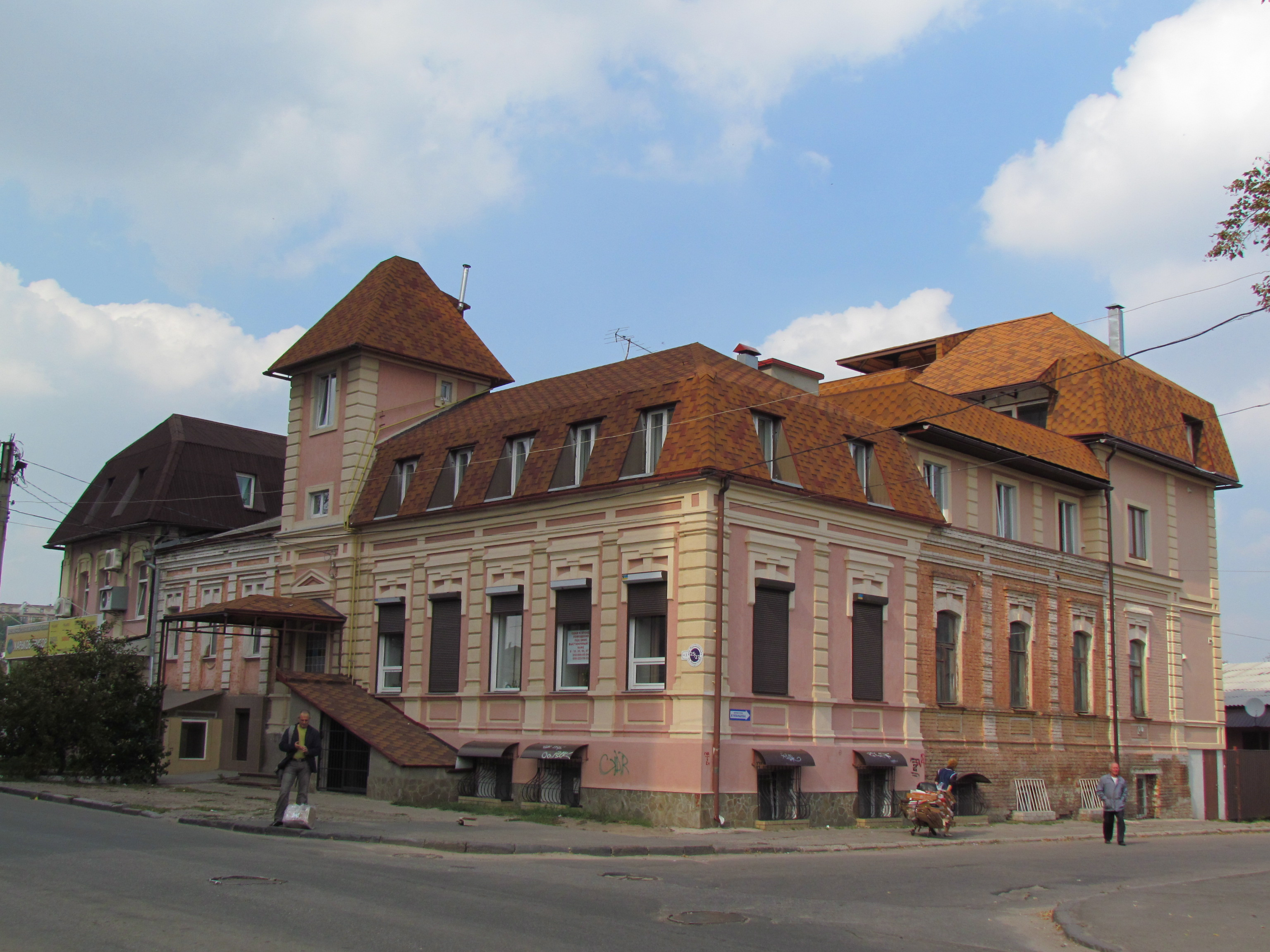
Будинок № 25/27